# Романенко, Андрей Викторович
Андре́й Ви́кторович Романе́нко (род. 15 марта 1971, Ульяновск) — украинский оперный певец (тенор), народный артист Украины (2013).

## Биография
Родился в Ульяновске, окончил Ульяновское музыкальное училище, а затем Национальную музыкальную академию Украины (класс Владимира Тимохина). Лауреат международных конкурсов в Батуми, Варшаве, Львове.
С 1995 г. солист Национальной оперы Украины.
С 1998 года «Заслуженный артист Украины»
С 2013 года «Народный артист Украины».
Ряд выступлений Романенко получил высокую оценку критики; его голос называют «роскошным».